# Fundación Koussevitzki
La Fundación Koussevitzki es una fundación creada en 1942 por Serge Koussevitzki cuyo fin es ayudar a la creación y difusión de la música contemporánea. Es una de las entidades del mundo que tiene en su haber haber encargado obras a los compositores más destacados de su tiempo, habiendo sido fruto de esos encargos algunas obras maestras contemporáneas, como el Concierto para orquesta de Bela Bartok (1943) , la ópera Peter Grimes de Britten (1944), la Sinfonía n.º 3 de Copland (1946), Un superviviente en Varsovia de Schöenberg (1947) , la Sinfonía Turangalila de Messiaen (1948), la ópera King Priamo de Tippett (1961) o Ainsi la nuit de Henri Dutilleux (1977) .

El objetivo básico de los encargos de la fundación era ayudar a los compositores encargando nuevas composiciones y financiando el costo de su interpretación. Se encargaron obras a prometedores compositores en su juventud, aunque también encargos a veteranos compositores en momentos difíciles, como en la Segunda Guerra Mundial y la posguerra. 

## Encargos de la Fundación
Se recoge a continuación, en forma de tabla ordenable, la lista completa de las obras encargadas por la Fundación.
La tabla se puede ordenar alfanuméricamente por cada columna haciendo clic en el icono  situado en la parte superior de la columna correspondiente.
El sombreado tiene el siguiente significado:
| Año encargo | Fecha entrega pieza | Nombre obra encargada | Compositor                  | Nac. | Fall. | Nacionalidad       | Tipo de obra            |
| 1942        | 1954                | Prayers of Kierkegaard, soprano, chorus, orchestra                                                                        | Samuel Barber               | 1910 | 1981  | Estados Unidos     | Vocal (con coro)        |
| 1942        | 1943                | Sinfonía n.º 4, op. 29 | Nicolai Berezowsky          |      |       | Rusia              | Sinfonía                |
| 1942        | 1944                | Peter Grimes, ópera en tres actos                                                                                         | Benjamin Britten            | 1913 | 1976  | Reino Unido        | Ópera                   |
| 1942        | 1942                | Sinfonía n.º 1 | Bohuslav Martinu            |      |       | República Checa    | Sinfonía                |
| 1943        | 1943                | Ode, para orquesta | Igor Stravinsky             |      |       | Rusia              | Orquestal               |
| 1943        | 1943                | Cuarteto de cuerda n.º 2 (revisado 1948)                                                                                  | Robert Moffat Palmer        |      |       | Estados Unidos     | Cuarteto de cuerda      |
| 1943        | 1944                | Cuarteto de cuerda n.º 2                                                                                                  | William Bergsma             |      |       | Estados Unidos }   | Cuarteto de cuerda      |
| 1943        | 1943                | Sinfonía para Strings | William Schuman             |      |       | Estados Unidos     | Sinfonía                |
| 1943        | 1943                | Concierto para orquesta                                                                                                   | Béla Bartók                 |      |       | Hungría            | Orquestal               |
| 1944        | 1946                | Tom Paine, para orquesta                                                                                                  | Burrill Phillips            |      |       | Estados Unidos     | Orquestal               |
| 1944        | 1946                | Sinfonía n.º 3 | Aaron Copland               |      |       | Estados Unidos     | Sinfonía                |
| 1944        | 1944                | Concertino, para orquesta                                                                                                 | Nikolai Lopatnikoff         |      |       | Estonia            | Orquestal               |
| 1944        | 1944                | Sinfonía n.º 2 | Darius Milhaud              |      |       | Francia            | Sinfonía                |
| 1945        | 1945                | Sinfonía n.º 4 | David Diamond               |      |       | Estados Unidos     | Sinfonía                |
| 1945        | 1946                | Capriccio, cello, piano                                                                                                   | Lukas Foss                  |      |       | Estados Unidos     | Duo                     |
| 1945        | 1945                | Eclogue, cello, piano | Alexei Haieff               |      |       | Estados Unidos     | Duo                     |
| 1945        | 1948                | Concerto, piano, orchestra, op. 36                                                                                        | Howard Hanson               |      |       | Estados Unidos     | Orquestal               |
| 1945        | 1948                | Sinfonía Turangalila, para orquesta                                                                                       | Olivier Messiaen            |      |       | Francia            | Sinfonía                |
| 1945        | 1945                | Madona, para orquesta | Heitor Villa-Lobos          |      |       | Brasil             | Orquestal               |
| 1945        | 1947                | Sinfonía para Classical Orchestra                                                                                         | Harold Shapero              |      |       | Estados Unidos     | Orquestal               |
| 1945        | 1947                | The Return of Pushkin, high voice, para orquesta                                                                          | Nicolas Nabokov             |      |       | Rusia              | Orquestal               |
| 1946        | 1947                | Sinfonía n.º 3 | Walter Piston               |      |       | Estados Unidos     | Sinfonía                |
| 1946        | 1946                | Sinfonía n.º 4, "in memoriam"                                                                                             | Gian Francesco Malipiero    |      |       | Italia             | Sinfonía                |
| 1947        | 1952                | Sinfonía n.º 7 | Roy Harris                  |      |       | Estados Unidos     | Sinfonía                |
| 1947        | 1947                | A Survivor from Warsaw, op. 46, para narrador, coro masculino y orquesta                                                  | Arnold Schöenberg           |      |       | Austria            |                         |
| 1947        | 1948                | Sonata, cello, piano | Blas Galindo                |      |       | México             | Duo                     |
| 1947        | 1952                | Arioso, cello, piano | Earl George                 |      |       | Estados Unidos     | Duo                     |
| 1948        | 1950                | Sinfonía n.º 5, "di tre re", para orquesta                                                                                | Arthur Honegger             |      |       | Suiza              | Sinfonía                |
| 1948        | 1954                | A Trip to Nahant, para orquesta                                                                                           | Randall Thompson            |      |       | Estados Unidos     | Orquestal               |
| 1949        | 1970                | Lord Byron, ópera en tres actos                                                                                           | Virgil Thomson              |      |       | Estados Unidos     | Ópera                   |
| 1949        | 1952                | Cuarteto de cuerda | Irving Fine                 |      |       | Estados Unidos     | Cuarteto de cuerda      |
| 1949        | 1952                | The Anointed, ópera en cuatro actos                                                                                       | Tadeusz Kassern             |      |       | Polonia            | Ópera                   |
| 1949        | 1961                | The Blackamoor of Peter the Great, ópera en tres actos                                                                    | Arthur Lourié               |      |       | Rusia              | Ópera                   |
| 1949        | 1951                | Cuarteto de cuerda n.º 2                                                                                                  | Peter Mennin                |      |       | Estados Unidos     | Cuarteto de cuerda      |
| 1950        | 1951                | Tartiniana, violin, para orquesta                                                                                         | Luigi Dallapiccola          |      |       | Italia             | Orquestal               |
| 1950        | 1950                | Brasiliana, para orquesta                                                                                                 | Mozart Camargo Guarnieri    |      |       | Brasil             | Orquestal               |
| 1950        | 1951                | Concertino da Camera, violin, piano                                                                                       | Jerzy Fitelberg             |      |       | Polonia            | Duo                     |
| 1950        | 1951                | Caprilena, solo violin; Ghirlarzana, solo cello; Impromptu, trumpet, piano                                                | Jacques Ibert               |      |       | Francia            | Duo                     |
| 1951        | 1965                | Sinfonía n.º 4, op. 91 | Alexander Tcherepnin        |      |       | Rusia              | Sinfonía                |
| 1951        | 1953                | Concerto, piano, para orquesta                                                                                            | Leon Kirchner               | 1919 | 2009  | Estados Unidos     | Orquestal               |
| 1951        | 1954                | Serenade, solo violin, string orchestra, percussion                                                                       | Leonard Bernstein           |      |       | Estados Unidos     |                         |
| 1951        | 1951                | Symposion, baritone, chorus, orchestra                                                                                    | Cristóbal Halffter          |      |       | España             | Vocal (con coro)        |
| 1951        | 1952                | Libretto para la ópera de Darius Milhaud David                                                                            | Armand Lunel                |      |       | Francia            | Ópera                   |
| 1951        | 1951                | Sinfonía n.º 2, op. 10 | Iain Hamilton               |      |       | Reino Unido        | Sinfonía                |
| 1951        | 1952                | David, ópera en cinco actos                                                                                               | Darius Milhaud              |      |       | Francia            | Ópera                   |
| 1951        | 1955                | Sinfonía n.º 1 | Leo Smit                    |      |       | Países Bajos       | Sinfonía                |
| 1952        | 1954                | Fourteen Variations, para orquesta                                                                                        | Robert Moevs                |      |       | Estados Unidos     | Orquestal               |
| 1952        | 1952                | Sonatina, cello, piano (anteriormente Three Short Pieces, cello, piano)                                                   | Louis Mennini               |      |       | Estados Unidos     | Duo                     |
| 1952        | 1953                | Sinfonía Breve | Ernest Bloch                |      |       | Suiza              | Sinfonía                |
| 1952        | 1953                | Prelude, para orquesta | Edward Burlingame Hill      |      |       | Estados Unidos     | Orquestal               |
| 1952        | 1953                | Trio, violin, viola, cello                                                                                                | Bernard Rogers              |      |       | Estados Unidos     | Trio                    |
| 1952        | 1953                | Sextet, op. 53, woodwind quintet, piano                                                                                   | Wallingford Riegger         |      |       | Estados Unidos     |                         |
| 1952        | 1953                | The Sweet Psalmist of Israel, vocal soloists, orchestra                                                                   | Paul Ben-Haim               |      |       | Israel             | Orquestal               |
| 1952        | 1953                | Sinfonía no. 5, string orchestra                                                                                          | Carlos Chávez               |      |       | México             | Sinfonía                |
| 1952        | 1952                | Short Symphony (Sinfonía n.º 4), op. 54                                                                                   | Raymond Chevreuille         |      |       | Bélgica            | Sinfonía                |
| 1953        | 1956                | The Boor, ópera in one act                                                                                                | Ulysses Kay                 |      |       | Estados Unidos     | Ópera                   |
| 1953        | 1956                | The Ballad of Baby Doe, ópera in four actos                                                                               | Douglas Moore               |      |       | Estados Unidos     | Ópera                   |
| 1953        | 1954                | Concerto, violin, orchestra                                                                                               | Andrew Imbrie               |      |       | Estados Unidos     | Orquestal               |
| 1953        | 1954                | Sinfonía n.º 3 | Aaron Avshalomov            |      |       | Rusia              | Sinfonía                |
| 1953        | 1954                | Chamber Symphony | Walter Sinclair Hartley     |      |       | Estados Unidos     | Sinfonía                |
| 1953        | 1956                | Concerto, op. 37, violin, orchestra                                                                                       | Harald Saeverud             |      |       | Noruega            | Orquestal               |
| 1954        | 1955                | Sinfonía n.º 6 | Walter Piston               |      |       | Estados Unidos     | Sinfonía                |
| 1954        | 1955                | Sinfonia n.º 11 | Heitor Villa-Lobos          |      |       | Brasil             | Sinfonía                |
| 1954        | 1954                | Transitions, para orquesta                                                                                                | Colin McPhee                |      |       | Canadá             | Orquestal               |
| 1954        | 1956                | Peter Pan, op. 76, para orquesta                                                                                          | Ernst Toch                  |      |       | Austria            | Orquestal               |
| 1954        | 1960                | Sinfonía n.º 7 | William Schuman             |      |       | Estados Unidos     | Sinfonía                |
| 1954        | 1955                | Quinto Concerto, para orquesta                                                                                            | Goffredo Petrassi           |      |       | Italia             | Orquestal               |
| 1954        | 1955                | Sinfonía n.º 6 | Darius Milhaud              |      |       | Francia            | Sinfonía                |
| 1954        | 1962                | Symphonic Movement (First movement of Sinfonía n.º 2)                                                                     | Jacques Ibert               |      |       | Francia            | Orquestal               |
| 1954        | 1955                | Symphonic Ode (1954/composed 1929; revisada 1955)                                                                         | Aaron Copland               |      |       | Estados Unidos     | Orquestal               |
| 1954        | 1955                | Elegy to the Memory of My Friend, Serge Koussevitzky, op. 44, para orquesta                                               | Howard Hanson               |      |       | Estados Unidos     | Orquestal               |
| 1954        | 1956                | Symphonic Scenes, op. 22, para orquesta                                                                                   | Gottfried von Einem         |      |       | Austria            | Orquestal               |
| 1954        | 1959                | Concerto for Two Orchestras (Sinfonía n.º 2)                                                                              | Henri Dutilleux             |      |       | Francia            | Orquestal               |
| 1954        | 1960                | Die Natali, op. 37, para orquesta                                                                                         | Samuel Barber               |      |       | Estados Unidos     | Orquestal               |
| 1954        | 1963                | Sinfonía n.º 3, "Kaddish"                                                                                                 | Leonard Bernstein           |      |       | Estados Unidos     | Sinfonía                |
| 1954        | 1957                | Sinfonía n.º 3 | Roger Sessions              |      |       | Estados Unidos     | Sinfonía                |
| 1954        | 1955                | Sinfonía para Strings | Hall Overton                |      |       | Estados Unidos     | Sinfonía                |
| 1954        | 1955                | Quintet, op. 66, piano, strings                                                                                           | Vincent Persichetti         |      |       | Estados Unidos     |                         |
| 1956        | 1958                | Symphony of Chorales | Lukas Foss                  |      |       | Estados Unidos     | Sinfonía                |
| 1957        | 1958                | Sinfonía n.º 7 | Karl Amadeus Hartmann       |      |       | Alemania           | Sinfonía                |
| 1957        | 1962                | Trio, violin, cello, piano                                                                                                | Ingolf Dahl                 |      |       | Alemania           | Trio                    |
| 1957        | 1958                | Magnificat, op. 157, vocal soloists, chorus, orchestra                                                                    | Alan Hovhaness              |      |       | Estados Unidos     | Vocal (con coro)        |
| 1957        | 1963                | Octet, para conjunto de cámara                                                                                            | Salvatore Martirano         |      |       | Estados Unidos     | Conjunto de cámara      |
| 1957        | 1958                | Concerto Grosso, cuarteto de cuerda, orchestra                                                                            | Julián Orbón                |      |       | España             | Orquestal               |
| 1957        | 1957                | Dialogues, clarinete y piano (1958; 2 versiones)                                                                          | George Rochberg             |      |       | Estados Unidos     | Duo                     |
| 1957        | 1961                | King Priam, ópera en tres actos                                                                                           | Michael Tippett             |      |       | Reino Unido        | Ópera                   |
| 1958        | 1959                | Cuarteto de cuerda n.º 2, op. 6                                                                                           | Easley Blackwood Jr.        |      |       | Estados Unidos     | Cuarteto de cuerda      |
| 1958        | 1959                | Regina, ópera en tres actos                                                                                               | Marc Blitzstein             |      |       | Estados Unidos     | Ópera                   |
| 1958        | 1959                | Sinfonía n.º 2 | Ross Lee Finney             |      |       | Estados Unidos     | Sinfonía                |
| 1958        | 1961                | Concierto, piano, orchestra                                                                                               | Alberto Ginastera           |      |       | Argentina          | Orquestal               |
| 1958        | 1958                | Quintet, two violins, viola, cello, piano                                                                                 | Mel Powell                  |      |       | Estados Unidos     |                         |
| 1958        | 1960                | Lyric, para orquesta | Harry Somers                |      |       | Canadá             | Orquestal               |
| 1958        | 1958                | Sinfonía n.º 2, "Titans", op. 32                                                                                          | William Russo               |      |       | Estados Unidos     | Sinfonía                |
| 1958        | 1967                | Oboe Concerto (“For the Genuine Heart of Sadness”)                                                                        | Wang Jie (compositor)       |      |       | Estados Unidos     | Orquestal               |
| 1958        | 1975                | Intermedio, soprano, string orchestra                                                                                     | Yehudi Wyner                | 1929 |       | Canadá             | Vocal (con orquesta)    |
| 1958        | 1961                | Notturno, soprano, bass, percussion, chamber orchestra                                                                    | Edgard Varèse               |      |       | Francia            | Orquestal               |
| 1958        | 1961                | Te Deum, brass, chorus, orchestra                                                                                         | Héctor Tosar Errecart       |      |       | Uruguay            | Vocal (con coro)        |
| 1959        | 1977                | Subito (Theater for Four Instruments)                                                                                     | Kenneth Gaburo              |      |       | Estados Unidos     | Ópera                   |
| 1959        | 1961                | Sinfonía n.º 3, op. 39 | Ahmet Adnan Saygun          |      |       | Turquía            | Sinfonía                |
| 1959        | 1967                | All the Days of My Life, tenor, chamber ensemble                                                                          | Louise Talma                |      |       | Estados Unidos     | Conjunto de cámara      |
| 1959        | 1960                | Gloria, soprano, chorus, orchestra                                                                                        | Francis Poulenc             |      |       | Francia            | Vocal (con coro)        |
| 1959        | 1961                | Collages, para orquesta y tape                                                                                            | Roberto Gerhard             |      |       | España             | Orquestal               |
| 1959        | 1960                | Sinfonía n.º 14 | Henry Cowell                |      |       | Estados Unidos     | Sinfonía                |
| 1960        | 1962                | Concerto a Tre (Concerto Grosso), op. 52, violin, cello, piano, orchestra                                                 | Juan Orrego-Salas           |      |       | Chile              | Orquestal               |
| 1961        | 1963                | Being Beauteous, soprano, harp, four cell                                                                                 | Hans Werner Henze           |      |       | Alemania           | Vocal                   |
| 1961        | 1962                | Concierto, violin, orchestra                                                                                              | Roque Cordero               |      |       | Panamá             | Orquestal               |
| 1961        | 1964                | Traces, ópera en un acto                                                                                                  | Luciano Berio               |      |       | Italia             | Ópera                   |
| 1961        | 1963                | Suite, para conjunto de cámara                                                                                            | Yoritsune Matsudaira        |      |       | Japón              | Conjunto de cámara      |
| 1961        | 1962                | Concerto in Do, para orquesta                                                                                             | Arnold Franchetti           |      |       | Italia             | Orquestal               |
| 1961        | 1965                | Chamber Piece No. 1, para conjunto de cámara                                                                              | Stefan Wolpe                |      |       | Alemania           | Conjunto de cámara      |
| 1961        | 1984                | Lyrical Interval, low voice, piano                                                                                        | Hugo Weisgall               |      |       | Estados Unidos     |                         |
| 1962        | 1966                | Cuarteto de cuerda n.º 3                                                                                                  | Seymour Shifrin             |      |       | Estados Unidos     | Cuarteto de cuerda      |
| 1962        | 1969                | Fivefold Enfoldment, para orquesta                                                                                        | Ernst Krenek                |      |       | Austria            | Orquestal               |
| 1962        | 1964                | Cuarteto No. 1, strings                                                                                                   | Celso Garrido Lecca         |      |       | Perú               | Cuarteto de cuerda      |
| 1962        | 1973                | Wandlungen, para orquesta                                                                                                 | Yoshirō Irino               |      |       | Japón              | Orquestal               |
| 1962        | 1964                | Missa "Misere Nobis," op. 45, for chamber orchestra                                                                       | Giselher Klebe              |      |       | Alemania           | Conjunto de cámara      |
| 1962        | 1963                | Canciones a Guiomar, soprano, para conjunto de cámara                                                                     | Luigi Nono                  |      |       | Italia             | Vocal (con cámara)      |
| 1962        | 1968                | Concerto, double bass, chamber orchestra                                                                                  | Gunther Schuller            | 1925 | 2015  | Estados Unidos     | Orquestal               |
| 1963        | 1968                | Sinfonía n.º 2 | Lester Trimble              |      |       | Estados Unidos     | Sinfonía                |
| 1964        | 1968                | Cuarteto de cuerda | Vincent S. Frohne           |      |       | Estados Unidos     | Cuarteto de cuerda      |
| 1964        | 1966                | Relata I, para orquesta                                                                                                   | Milton Babbitt              |      |       | Estados Unidos     | Orquestal               |
| 1964        | 1969                | Ramifications, string ensemble                                                                                            | György Ligeti               |      |       | Hungría            | Conjunto de cámara      |
| 1964        | 194                 | Synchronisms No. 7, para orquesta, electronic sounds                                                                      | Mario Davidovsky            |      |       | Estados Unidos     | Orquestal               |
| 1964        | 1966                | Three Madrigals, Books I and II                                                                                           | George Crumb                |      |       | Estados Unidos     |                         |
| 1964        | 1966                | Offenbarung und Untergang (Revelation and Fall), soprano, chamber ensemble                                                | Peter Maxwell Davies        |      |       | Reino Unido        | Vocal (con cámara)      |
| 1964        | 1964                | Libreto para la ópera de Luciano Berio Traces                                                                             | Edoardo Sanguineti          |      |       | Italia             | Ópera                   |
| 1964        | 1967                | Éloge, para conjunto de cámara                                                                                            | Alexei Haieff               |      |       | Estados Unidos     | Conjunto de cámara      |
| 1964        | 1964                | Mixtur, five orchestral ensembles, electronics                                                                            | Karlheinz Stockhausen       |      |       | Alemania           | Orquestal               |
| 1964        | 1965                | Akrata, para conjunto de cámara                                                                                           | Iannis Xenakis              |      |       | Francia            | Conjunto de cámara      |
| 1964        | 1966                | Chamber Concerto, oboe, chamber ensemble                                                                                  | Charles Wuorinen            |      |       | Estados Unidos     | Conjunto de cámara      |
| 1965        | 1966                | Dorian, the Horizon, string ensemble                                                                                      | Toru Takemitsu              |      |       | Japón              |                         |
| 1965        | 1968                | Partita-Fantasia, cello, chamber ensemble                                                                                 | Ralph Shapey                | 1921 | 2002  | Estados Unidos     | Conjunto de cámara      |
| 1965        | 1966                | Paris Journal, "Letters from Paris'"', chorus, chamber orchestra                                                          | Ned Rorem                   |      |       | Estados Unidos     | Vocal (con coro)        |
| 1965        | 1966                | Dialogues of Lovers, chamber ensemble                                                                                     | Robert Lombardo             |      |       | Estados Unidos     | Conjunto de cámara      |
| 1965        | 1967                | Alturas de Macchu Picchu, narrator, soprano, chorus, orchestra                                                            | Gustavo Becerra Schmidt     |      |       | Chile              | Vocal (con coro)        |
| 1965        | 1968                | Woodwind Quintet | Richard Rodney Bennett      |      |       | Reino Unido        |                         |
| 1965        | 1966                | Septet, para conjunto de cámara                                                                                           | Arthur Berger               |      |       | Estados Unidos     | Conjunto de cámara      |
| 1965        | 1972                | Cheap Imitation, para orquesta sin director                                                                               | John Cage                   |      |       | Estados Unidos     | Orquestal               |
| 1966        | 1968                | Petit Requiem pour une Troisième Possibilité, para conjunto de cámara                                                     | Girolamo Arrigo             |      |       | Italia             | Conjunto de cámara      |
| 1966        | 1968                | Carmina (changed to Masques), for chamber ensemble                                                                        | Niccolò Castiglioni         |      |       | Italia             | Conjunto de cámara      |
| 1966        | 1967                | Syzygy, soprano, chamber orchestra                                                                                        | David Del Tredici           |      |       | Estados Unidos     | Vocal (con orquesta)    |
| 1966        | 1970                | Texture Study No. 2, para orquesta                                                                                        | William Sydeman             |      |       | Estados Unidos     | Orquestal               |
| 1966        | 1984                | Flutes and Drums, para conjunto de cámara                                                                                 | Harvey Sollberger           | 1938 |       | Estados Unidos     | Conjunto de cámara      |
| 1966        | 1968                | Steps of Silence, cuarteto de cuerda, percussion                                                                          | Anatol Vieru                |      |       | Rumania            |                         |
| 1966        | 1967                | Couleurs croisées, para orquesta                                                                                          | Henri Pousseur              |      |       | Bélgica            | Orquestal               |
| 1966        | 1974                | Delusion of the Fury, para orquesta                                                                                       | Harry Partch                |      |       | Estados Unidos     | Orquestal               |
| 1966        | 1973                | Concerto, cello, para orquesta                                                                                            | Krzysztof Penderecki        |      |       | Polonia            | Orquestal               |
| 1966        | 1967                | Eschatophony, para orquesta                                                                                               | Valentin Silvestrov         |      |       | Ucrania            | Orquestal               |
| 1966        | 1974                | Number 3 - MeteMusic, para conjunto de cámara                                                                             | David Reck                  | 1935 |       | Estados Unidos     | Conjunto de cámara      |
| 1967        | 1967                | The Bear, ópera in one act                                                                                                | William Walton              |      |       | Reino Unido        | Ópera                   |
| 1968        | 1983                | Cuarteto de cuerda | Noam Sheriff                |      |       | Israel             | Cuarteto de cuerda      |
| 1968        | 1969                | Sinfonía n.º 3 | Tadeusz Baird               |      |       | Polonia            | Sinfonía                |
| 1968        | 1969                | Orts (Souvenir No. 2), para conjunto de cámara                                                                            | Franco Donatoni             | 1927 | 2000  | Italia             | Conjunto de cámara      |
| 1968        | 1971                | Sextet, strings, piano | Leslie Bassett              |      |       | Estados Unidos     |                         |
| 1968        | 1970                | Sapho, para conjunto de cámara                                                                                            | Raymond Murray Schafer      |      |       | Canadá             | Conjunto de cámara      |
| 1968        | 1968                | Orchestral Fantasies, para orquesta                                                                                       | Edward Jay Miller           | 1930 |       | Estados Unidos     | Orquestal               |
| 1968        | 1968                | Serenade No. 2, chamber ensemble                                                                                          | George Perle                |      |       | Estados Unidos     | Conjunto de cámara      |
| 1969        | 1970                | Floreal, para orquesta | Milko Keleman               |      |       | Croacia            | Orquestal               |
| 1969        | 1972                | Windows, para orquesta | Jacob Druckman              |      |       | Estados Unidos     | Orquestal               |
| 1969        | 1972                | Concerto, piano, orchestra                                                                                                | Alexander Goehr             |      |       | Reino Unido        | Orquestal               |
| 1969        | 1970                | Mass, soprano, clarinet, syn-kets, synthesizer, tape recorders                                                            | John Eaton                  |      |       | Estados Unidos     | Vocal                   |
| 1969        | 1970                | Changes, tape | Charles Dodge               |      |       | Estados Unidos     |                         |
| 1969        | 1973                | Earthlight, soprano, violin, piano, lights                                                                                | Earl Kim                    |      |       | Estados Unidos     | Vocal                   |
| 1971        | 1973                | Sonata, violin, piano | Karel Husa                  |      |       | República Checa    | Duo                     |
| 1971        | 1973                | Curriculum, para conjunto de cámara                                                                                       | Friedrich Cerha             |      |       | Austria            | Conjunto de cámara      |
| 1971        | 1973                | Soundings, para conjunto de cámara                                                                                        | Barbara Kolb                |      |       | Estados Unidos     | Conjunto de cámara      |
| 1971        | 1974                | Crepuscule, para conjunto de cámara                                                                                       | Stanley Silverman           |      |       | Estados Unidos     | Conjunto de cámara      |
| 1971        | 1974                | The Time of Memory, chamber ensembl                                                                                       | Tiberiu Olah                |      |       | Rumania            | Conjunto de cámara      |
| 1972        | 1973                | Dédales, soprano, chamber orchestra                                                                                       | Eugene O'Brien              |      |       | Estados Unidos     | Vocal (con cámara)      |
| 1972        | 1976                | Fluxus, para orquesta | Theodore Antoniou           |      |       | Grecia             | Orquestal               |
| 1972        | 1974                | Cross Sections and Color Fields, para orquesta                                                                            | Earle Brown                 |      |       | Estados Unidos     | Orquestal               |
| 1972        | 1977                | Time of Orchestral Time, para orquesta                                                                                    | Joji Yuasa                  |      |       | Japón              | Orquestal               |
| 1972        | 1974                | Space Play, para conjunto de cámara                                                                                       | Thea Musgrave               | 1928 |       | Escocia            | Conjunto de cámara      |
| 1972        | 1973                | Eclipses | Francis Miroglio            | 1924 | 2005  | Francia            |                         |
| 1972        | 1973                | Chamber Music, two pianos, string ensemble                                                                                | Zsolt Durkó                 |      |       | Hungría            |                         |
| 1973        | 1974                | Mohori, mezzo soprano, para conjunto de cámara                                                                            | Chinary Ung                 | 1942 |       | Camboya            | Vocal (con cámara)      |
| 1973        | 1976                | Ditima, para orquesta | John Harbison               | 1938 |       | Estados Unidos     | Orquestal               |
| 1973        | 1976                | Elegiac Symphony | Lou Harrison                |      |       | Estados Unidos     | Orquestal               |
| 1973        | 1977                | Matsukaze, soprano, chamber orchestra                                                                                     | Edwin Dugger                | 1940 |       | Estados Unidos     | Vocal (con cámara)      |
| 1973        | 1977                | Echos XIII, para conjunto de cámara                                                                                       | Gilbert Amy                 |      |       | Francia            | Conjunto de cámara      |
| 1974        | 1975                | Ophelia Dances I, chamber orchestra                                                                                       | Oliver Knussen              |      |       | Reino Unido        |                         |
| 1974        | 1977                | Silbury Air, para conjunto de cámara                                                                                      | Harrison Birtwistle         |      |       | Reino Unido        | Conjunto de cámara      |
| 1974        | 1976                | O Wall, para conjunto de cámara                                                                                           | Betsy Jolas                 |      |       | Francia            | Conjunto de cámara      |
| 1974        | 1977                | Piano Quartet | William Bolcom              | 1938 |       | Estados Unidos     |                         |
| 1974        | 1977                | Eros, para voz y conjunto de cámara                                                                                       | Fred Lerdahl                |      |       | Estados Unidos     | Conjunto de cámara      |
| 1975        | 1975                | Instruments (II), para conjunto de cámara                                                                                 | Morton Feldman              |      |       | Estados Unidos     | Conjunto de cámara      |
| 1975        | 1976                | Timpani in Solo and Ensemble, para conjunto de cámara                                                                     | Ira Taxin                   |      |       | Estados Unidos     | Conjunto de cámara      |
| 1975        | 1984                | Variations on a Ground, para orquesta                                                                                     | Tison Street                |      |       | Estados Unidos     | Orquestal               |
| 1976        | 1981                | Fantasies and Impromptus, solo piano                                                                                      | Donald Martino              |      |       | Estados Unidos     | Piano solo              |
| 1976        | 1979                | Lo, trombone, strings | Tona Scherchen-Hsiao        | 1938 |       | Suiza              |                         |
| 1977        | 1978                | Glarusi ének (Chant of Glarnerland), op. 29, para orquesta                                                                | Sándor Balassa              | 1935 |       | Hungría            | Orquestal               |
| 1977        | 1981                | Prelude to a Concert in Connecticut, para orquesta                                                                        | Donald Harris               | 1931 | 2016  | Estados Unidos     | Orquestal               |
| 1977        | 1981                | Cuarteto de cuerda n.º 3                                                                                                  | Robert Hall Lewis           | 1926 | 1996  | Estados Unidos     | Cuarteto de cuerda      |
| 1977        | 1977                | Ainsi la nuit, cuarteto de cuerda                                                                                         | Henri Dutilleux             |      |       | Francia            | Cuarteto de cuerda      |
| 1981        | 1984                | Divertimento, cello, orchestra                                                                                            | Mario Davidovsky            |      |       | Estados Unidos     | Orquestal               |
| 1981        | 1983                | Afterimages, para orquesta                                                                                                | Marc-Antonio Consoli        | 1941 |       | Italia             | Orquestal               |
| 1981        | 1983                | Moneta's Mourn, para orquesta                                                                                             | George Edwards (compositor) | 1943 |       | Estados Unidos     | Orquestal               |
| 1981        | 1983                | Arbor Cosmica, string ensemble or string orchestra                                                                        | Andrzej Panufnik            |      |       | Polonia            |                         |
| 1981        | 1983                | As It Grew Dark, para cinta                                                                                               | Paul Lansky                 | 1944 |       | Estados Unidos     |                         |
| 1981        | 1986                | Three Movements for Orchestra                                                                                             | Steve Reich                 |      |       | Estados Unidos     | Orquestal               |
| 1981        | 1983                | Canti Terrae, para orquesta                                                                                               | Ramon Zupko                 | 1932 | 2019  | Estados Unidos     | Orquestal               |
| 1981        | 1983                | From the Dying Earth, Books 2 and 3, para conjunto de cámara                                                              | Nicholas Thorne             | 1967 |       | Dinamarca          | Conjunto de cámara      |
| 1982        | 1984                | Music, para cello y orquesta                                                                                              | Joan Tower                  | 1938 |       | Estados Unidos     | Orquestal (con solista) |
| 1982        | 1985                | Zansa, para orquesta | Nigel Osborne               | 1948 |       | Inglaterra         | Orquestal               |
| 1982        | 1984                | Parallel Worlds, para conjunto de cámara                                                                                  | David Stock                 | 1939 |       | Estados Unidos     | Conjunto de cámara      |
| 1982        | 1989                | Double Concerto, op. 67, clarinete, saxophone, two chamber orchestras                                                     | Robin Holloway              | 1943 |       | Inglaterra         | Orquestal               |
| 1983        | 1985                | Sinfonía n.º 6 | Samuel Adler                | 1928 |       | Alemania           | Sinfonía                |
| 1983        | 1985                | Fantasy Variations, para orquesta                                                                                         | Brian Fennelly              | 1937 | 2015  | Estados Unidos     | Orquestal               |
| 1983        | 1984                | Nature's Breath, para conjunto de cámara                                                                                  | Tod Machover                | 1953 |       | Estados Unidos     | Conjunto de cámara      |
| 1983        | 1984                | Cuarteto de cuerda n.º 4                                                                                                  | Ezra Sims                   | 1928 |       | Estados Unidos     | Cuarteto de cuerda      |
| 1983        | 1986                | Concerto, two pianos | Robert Selig                |      |       | Estados Unidos     | Orquestal               |
| 1983        | 1985                | Suite No. 2, "Le Tambourin," orchestra                                                                                    | Bernard Rands               | 1934 |       | Inglaterra         | Orquestal               |
| 1983        | 1987                | De Terre et de Ciel, para orquesta                                                                                        | Tristan Murail              | 1947 |       | Francia            | Orquestal               |
| 1983        | 1984                | Sinfonía n.º 3, para conjunto de cámara                                                                                   | William Thomas McKinley     |      |       | Estados Unidos     | Sinfonía                |
| 1984        | 1990                | Eros Piano | John Coolidge Adams         | 1947 |       | Estados Unidos     | Piano solo              |
| 1984        | 1985                | Poetic Fires, piano, para orquesta                                                                                        | Vivian Fine                 |      |       | Estados Unidos     | Orquestal               |
| 1984        | 1988                | Idols, para conjunto de cámara                                                                                            | Todd Brief                  | 1953 |       | ?                  | Conjunto de cámara      |
| 1984        | 1999                | Cello Concerto | Heinz Karl Gruber           | 1943 |       | Austria            | Orquestal               |
| 1984        | 1985                | Oboe, Waltzes, op. 26, para conjunto de cámara                                                                            | Thomas Lee                  | 1962 |       | Estados Unidos     | Conjunto de cámara      |
| 1984        | 1985                | Where I Say Hours, clarinete, strings                                                                                     | Rodney Lister               |      |       | Estados Unidos     |                         |
| 1984        | 1988                | Expansions II, para orquesta                                                                                              | Olly Wilson                 | 1937 | 2018  | Estados Unidos     | Orquestal               |
| 1984        | 1984                | Duo, cello, piano | Ezra Laderman               | 1924 | 2015  | Estados Unidos     | Duo                     |
| 1984        | 1985                | Concertino, para orquesta                                                                                                 | Charles Wuorinen            |      |       | Estados Unidos     | Orquestal               |
| 1984        | 1992                | Cooperation, para conjunto de cámara                                                                                      | Makato Shinohara            | 1931 |       | Japón              | Conjunto de cámara      |
| 1985        | 1990                | Trio, op. 29, horn, violin, piano                                                                                         | Hugh Wood                   | 1932 |       | Reino Unido        | Trio                    |
| 1985        | 1989                | Sinfonía | Martin Boykan               | 1931 |       | Estados Unidos     | Sinfonía                |
| 1985        | 1987                | The Dream of Innocent III, amplified cello, piano, percussion                                                             | Lee Hyla                    | 1952 | 2014  | Estados Unidos     |                         |
| 1985        | 1988                | Timepieces, para orquesta                                                                                                 | Jonathan Harvey             |      |       | Reino Unido        | Orquestal               |
| 1986        | 1992                | Chalk, cuarteto de cuerda                                                                                                 | Michael Torke               | 1961 |       | Estados Unidos     | Cuarteto de cuerda      |
| 1986        | 1989                | Pontoosuc, chamber orchestra                                                                                              | Martin Bresnick             | 1946 |       | Estados Unidos     | Orquestal               |
| 1986        | 1988                | Moebius Band, soprano, para conjunto de cámara                                                                            | Steven Mackey               | 1956 |       | Estados Unidos     | Vocal (con cámara)      |
| 1986        | 1988                | Northern Lights, para orquesta                                                                                            | Scott Wheeler               | 1952 |       | Estados Unidos     | Orquestal               |
| 1987        | 1993                | Five Meditations, para orquesta                                                                                           | James Primosch              | 1956 |       | Estados Unidos     | Orquestal               |
| 1987        | 1989                | Piano Quartet | Daniel Asia                 | 1953 |       | Estados Unidos     |                         |
| 1987        | 1991                | Cuarteto de cuerda | Allen Anderson              |      |       | Estados Unidos     | Cuarteto de cuerda      |
| 1987        | 1989                | Up and At 'Em, para conjunto de cámara                                                                                    | Eric Moe                    | 1954 |       | Estados Unidos     | Conjunto de cámara      |
| 1987        | 1987                | Rhapsodic Variations No. 5, violin, piano                                                                                 | Francis Thorne              | 1922 | 2017  | Estados Unidos     |                         |
| 1987        | 1991                | Konzert, oboe, para orquesta                                                                                              | Isang Yun                   | 1917 | 1995  | Corea del Sur      | Orquestal               |
| 1987        | 1993                | Cuarteto de cuerda n.º 2                                                                                                  | David Olan                  | 1948 |       | Estados Unidos     | Cuarteto de cuerda      |
| 1987        | 1988                | Waves of Talya, para conjunto de cámara                                                                                   | Kamran Ince                 | 1960 |       | Turquía            | Conjunto de cámara      |
| 1987        | 1989                | Such Stuff, cuarteto de cuerda                                                                                            | Tamar Diesendruck           | 1946 |       | Israel             | Cuarteto de cuerda      |
| 1987        | 1993                | Winter Lightning, para orquesta                                                                                           | George Tsontakis            | 1951 |       | Estados Unidos     | Orquestal               |
| 1988        | 1990                | Sinfonia n.º 2 | George Walker               | 1922 | 2018  | Estados Unidos     | Sinfonía                |
| 1988        | 1989                | Quartet, strings | Mark Gustavson              | 1959 |       | Estados Unidos     |                         |
| 1988        | 1990                | Rêverie et Turbulence, piano, para orquesta                                                                               | Jacqueline Fontyn           | 1930 |       | Bélgica            | Orquestal               |
| 1988        | 1990                | Tres Recuerdos del Cielo, soprano, para conjunto de cámara                                                                | Lori Dobbins                | 1958 |       | Estados Unidos     | Vocal (con cámara)      |
| 1988        | 1990                | Duo, para violines | Scott Lindroth              | 1958 |       | Estados Unidos     | Duo                     |
| 1988        | 1991                | Girasol, para conjunto de cámara                                                                                          | Ursula Mamlok               | 1923 | 2016  | Estados Unidos     | Conjunto de cámara      |
| 1988        | 1989                | Songs of Innocents, Book I, high voice, piano                                                                             | Aaron Jay Kernis            | 1960 |       | Estados Unidos     |                         |
| 1990        | 1997                | Sinfonía n.º 2, para orquesta                                                                                             | Gerald Levinson             | 1951 |       | Estados Unidos     | Sinfonía                |
| 1990        | 1991                | Trio, violin, cello, piano                                                                                                | Nicholas Maw                | 1935 |       | Inglaterra         | Trio                    |
| 1990        | 1992                | Caution to the Wind, flute, para conjunto de cámara                                                                       | Michael Gandolfi            | 1956 |       | Estados Unidos     | Conjunto de cámara      |
| 1990        | 1993                | Colossus or Panic, para orquesta                                                                                          | Alexander Goehr             |      |       | Reino Unido        | Orquestal               |
| 1990        | 1992                | Concerto for Orchestra | Leslie Bassett              |      |       | Estados Unidos     | Orquestal               |
| 1990        | 1991                | Four Marys, cuarteto de cuerda                                                                                            | Julia Wolfe                 | 1958 |       | Estados Unidos     | Cuarteto de cuerda      |
| 1990        | 1902                | Diptych, para conjunto de cámara                                                                                          | Wayne Peterson              | 1927 |       | Estados Unidos     | Conjunto de cámara      |
| 1991        | 1993                | Four Poems of A.R. Ammons, baritone, para conjunto de cámara                                                              | Steven Stucky               | 1949 | 2016  | Estados Unidos     | Conjunto de cámara      |
| 1991        | 1992                | The Modulus of Elasticity, viola, para conjunto de cámara                                                                 | Arthur Jarvinen             | 1956 | 2010  | Estados Unidos     | Conjunto de cámara      |
| 1991        | 1992                | Septet, But Equal | Milton Babbitt              |      |       | Estados Unidos     | Conjunto de cámara      |
| 1991        | 1992                | Cantata, chorus, chamber ensemble                                                                                         | Anthony Korf                | 1951 |       | Estados Unidos     | Vocal (con coro)        |
| 1991        | 1991                | June Buddhas, "The Mexico City Blues," chorus, orchestra                                                                  | Terry Riley                 |      |       | Estados Unidos     | Vocal (con coro)        |
| 1991        | 1992                | "de camara...". chamber ensemble                                                                                          | David Soley                 | 1962 |       | Panamá             | Conjunto de cámara      |
| 1991        | 1992                | Concerto No. 2, para piano y orquesta                                                                                     | George Perle                |      |       | Estados Unidos     | Orquestal (solista)     |
| 1992        | 1994                | Histories, saxophone quartet                                                                                              | Frederic Rzewski            | 1938 |       | Estados Unidos     |                         |
| 1992        | 1997                | Of things exactly as they are, para orquesta                                                                              | Leon Kirchner               | 1919 | 2009  | Estados Unidos     | Orquestal               |
| 1992        | 1993                | Encounters X, para violin y marimba                                                                                       | William Kraft               | 1923 |       | Estados Unidos     | Duo                     |
| 1992        | 1992                | Dance of the Seven Veils, para conjunto de cámara                                                                         | Dean Drummond               |      |       | Estados Unidos     | Conjunto de cámara      |
| 1992        | 1993                | Lyric Concerto, flute, para orquesta                                                                                      | William Bolcom              |      |       | Estados Unidos     | Orquestal               |
| 1992        | 1994                | Inner Sky, para conjunto de cámara                                                                                        | David Felder                | 1953 |       | Estados Unidos     | Conjunto de cámara      |
| 1992        | 1993                | Concerto, violin, para orquesta                                                                                           | Stephen Hartke              | 1952 |       | Estados Unidos     | Orquestal               |
| 1992        | 1999                | Second Madrigal: Voices of Women, soprano, chamber ensemble                                                               | Yehudi Wyner                | 1929 |       | Canadá             | Vocal (con cámara)      |
| 1993        | 1994                | The Ineffable, para conjunto de cámara                                                                                    | Zhou Long                   |      |       | China              | Conjunto de cámara      |
| 1993        | 1994                | Spiral VII, para conjunto de cámara                                                                                       | Chinary Ung                 | 1942 |       | Camboya            | Conjunto de cámara      |
| 1993        | 1995                | Five Poems, woodwind quintet                                                                                              | Karel Husa                  | 1921 | 2016  | República Checa    |                         |
| 1993        | 1994                | Zilver, para conjunto de cámara                                                                                           | Louis Andriessen            |      |       | Países Bajos       | Conjunto de cámara      |
| 1993        | 1994                | Fantasma/Cantos II, trombone, para orquesta                                                                               | Toru Takemitsu              |      |       | Japón              | Orquestal               |
| 1993        | 1996                | Dear Theo, baritone, chamber ensemble                                                                                     | David Sheinfeld             | 1906 | 2001  | Estados Unidos     | Conjunto de cámara      |
| 1994        | 1995                | Canzoni, para orquesta | Bernard Rands               | 1934 |       | Inglaterra         | Orquestal               |
| 1994        | 1996                | Sinfonía n.º 2, "Symphony and Transformation"                                                                             | Poul Ruders                 |      |       | Dinamarca          | Sinfonía                |
| 1994        | 1999                | Horn Concerto | Peter Lieberson             | 1946 | 2011  | Estados Unidos     | Orquestal               |
| 1994        | 1995                | Among Friends (Cuarteto de cuerda n.º 3)                                                                                  | Robert Greenberg            | 1954 |       | Estados Unidos     | Cuarteto de cuerda      |
| 1994        | 1996                | Broken Consort, para conjunto de cámara                                                                                   | Sebastian Currier           | 1959 |       | Estados Unidos     | Conjunto de cámara      |
| 1994        | 1994                | Halcyon Birds, chamber orchestra                                                                                          | Ross Bauer                  | 1951 |       | Estados Unidos     | Orquestal               |
| 1994        | 1996                | Cuarteto de cuerda n.º 3                                                                                                  | Donald Erb                  | 1927 | 2008  | Estados Unidos     | Cuarteto de cuerda      |
| 1995        | 1995                | Five Divisions of Time, wind quintet                                                                                      | David Horne                 | 1970 |       | Escocia            |                         |
| 1995        | 1996                | Emerson Songs, soprano, chamber ensemble                                                                                  | David Froom                 | 1951 |       | Estados Unidos     | Vocal (con cámara)      |
| 1995        | 1996                | Plowshares and Swords, para orquesta                                                                                      | Henry Brant                 | 1913 | 2008  | Canadá             | Orquestal               |
| 1995        | 1996                | Sources of Current, para orquesta                                                                                         | Michael Tenzer              |      |       | Estados Unidos     | Orquestal               |
| 1996        | 1997                | Symphony Six, para orquesta                                                                                               | Charles Wuorinen            |      |       | Estados Unidos     | Sinfonía                |
| 1996        | 2002                | Tibetan Swing, para orquesta                                                                                              | Bright Sheng                | 1955 |       | China              | Orquestal               |
| 1996        | 1999                | Triple Concerto, horn, bass clarinet, marimba, orchestra                                                                  | Richard Wilson              | 1941 |       | Estados Unidos     | Orquestal               |
| 1996        | 1996                | Trio, violin, cello, piano                                                                                                | Richard Wernick             | 1934 |       | Estados Unidos     |                         |
| 1996        | 2000                | Esa, para orquesta | Franco Donatoni             | 1927 | 2000  | Italia             | Orquestal               |
| 1996        | 1999                | Serenata Concertante, octeto                                                                                              | Donald Martino              |      |       | Estados Unidos     |                         |
| 1996        | 2003                | Cello Counterpoint, eight cellos                                                                                          | Steve Reich                 |      |       | Estados Unidos     |                         |
| 1996        | 1996                | Sesso e Violenza, para conjunto de cámara                                                                                 | David Rakowski              | 1958 |       | Estados Unidos     | Conjunto de cámara      |
| 1996        | 1997                | Quartet, cuarteto de cuerda                                                                                               | Morris Rosenzweig           | 1952 |       | Estados Unidos     | Cuarteto de cuerda      |
| 1996        | 1996                | Compline, para conjunto de cámara                                                                                         | Christopher Rouse           |      |       | Estados Unidos     | Conjunto de cámara      |
| 1997        | 1998                | Ferrafunx, drum set, brass quintet                                                                                        | Peter Alexander             | 19   |       | {{ }}              |                         |
| 1997        | 1999                | Sojourner, para conjunto de cámara                                                                                        | Lewis Spratlan              | 1940 |       | Estados Unidos     | Conjunto de cámara      |
| 1997        | 2009                | Obsessions, flute, clarinet, violin, cello, piano                                                                         | Harvey Sollberger           | 1938 |       | Estados Unidos     |                         |
| 1997        | 1999                | Signals, chamber orchestra                                                                                                | David Vayo                  | 1957 |       | Estados Unidos     |                         |
| 1997        | 1999                | Far Sounds, Broken Cries, para conjunto de cámara                                                                         | James Dashow                | 1944 |       | Estados Unidos     | Conjunto de cámara      |
| 1997        | 2001                | Chinese Folk Dance Suite, violin, para orquesta                                                                           | Chen Yi                     | 1953 |       | China              | Orquestal               |
| 1997        | 2002                | Trio, violin, cello, piano                                                                                                | David Chaitken              | 1938 | 2011  | Estados Unidos     | Trio                    |
| 1997        | 1998                | Tapestries, violin, cello, piano                                                                                          | Richard Festinger           | 1948 |       | Estados Unidos     |                         |
| 1997        | 1998                | Tranquil Abiding, small orchestra                                                                                         | Jonathan Harvey             |      |       | Reino Unido        | Orquestal               |
| 1997        | 1999                | Piano Quartet | Robert Helps                | 1928 | 2001  | Estados Unidos     |                         |
| 1997        | 1998                | Federico’s Follies, para conjunto de cámara                                                                               | Edwin London                | 1929 | 2013  | Estados Unidos     | Conjunto de cámara      |
| 1998        | 1999                | Wind Set, woodwind quintet                                                                                                | George Walker               | 1922 | 2018  | Estados Unidos     |                         |
| 1998        | 2000                | Read, ...dawn dream dazzle landscapes at twilight..., cuarteto de cuerda                                                  | Augusta Thomas              | 1964 |       | Estados Unidos     | Cuarteto de cuerda      |
| 1998        | 1999                | Minerva's Pool, string ensemble                                                                                           | Kurt Rohde                  | 1966 |       | Estados Unidos     |                         |
| 1998        | 2000                | Ricercare, para orquesta                                                                                                  | Julio Martín Viera          | 1943 |       | Argentina          | Orquestal               |
| 1998        | 2003                | All Rise, symphony orchestra, jazz orchestra, chorus                                                                      | Wynton Marsalis             | 1961 |       | Estados Unidos     | Vocal (con coro)        |
| 1998        | 2000                | Unlimited Partnerships, para conjunto de cámara                                                                           | Arthur Krieger              | 1945 |       | Estados Unidos     | Conjunto de cámara      |
| 1998        | 2000                | Quartet for Percussion | Louis Karchin               | 1951 |       | Estados Unidos     |                         |
| 1998        | 2000                | Cuarteto de cuerda 3 | Daniel Godfrey              | 1949 |       | Estados Unidos     | Cuarteto de cuerda      |
| 1999        | 2005                | Under the Sun’s Gaze, para conjunto de cámara                                                                             | Shulamit Ran                | 1949 |       | Israel             | Conjunto de cámara      |
| 1999        | 2002                | Violin Concerto | Lee Hyla                    | 1952 | 2014  | Estados Unidos     | Orquestal               |
| 1999        | 2000                | Ars Moriendi, cuarteto de cuerda                                                                                          | Steven Mackey               | 1956 |       | Estados Unidos     | Cuarteto de cuerda      |
| 1999        | 2001                | Vox Chordae, chamber orchestra                                                                                            | Pablo Furman                | 1955 |       | Argentina          | Orquestal               |
| 1999        | 2001                | Tongues, soprano, para conjunto de cámara                                                                                 | Jason Eckardt               | 1971 |       | Estados Unidos     | Vocal (con cámara)      |
| 1999        | 2001                | An American Decameron: Songs from the Interviews of Studs Terkel, soprano, chamber ensemble                               | Richard Felciano            | 1930 |       | Estados Unidos     | Vocal (con cámara)      |
| 1999        | 2001                | Arias and Interludes (Cuarteto de cuerda n.º 2)                                                                           | Brian Fennelly              | 1937 | 2015  | Estados Unidos     | Cuarteto de cuerda      |
| 1999        | 2000                | Raya en el Mar, para conjunto de cámara                                                                                   | Pablo Ortiz                 | 1956 |       | Argentina          | Conjunto de cámara      |
| 1999        | 2000                | Concerto para Orquesta, para orquesta                                                                                     | Roberto Sierra              | 1953 |       | Puerto Rico        | Orquestal               |
| 2000        | 2004                | Bashrav, para conjunto de cámara                                                                                          | Betty Olivero               | 1954 |       | Israel             | Conjunto de cámara      |
| 2000        | 2000                | Cuarteto de cuerda n.º 5                                                                                                  | Lukas Foss                  |      |       | Estados Unidos     | Cuarteto de cuerda      |
| 2000        | 2008                | Wondrous the Merge, cuarteto de cuerda, baritone                                                                          | David Del Tredici           |      |       | Estados Unidos     | Cuarteto de cuerda      |
| 2000        | 2013                | Isles of Light, Cuarteto de cuerda, percussion                                                                            | Hi Kyung Kim                | 1954 |       | Corea del Sur      | Cuarteto de cuerda      |
| 2000        | 2002                | Desde, para orquesta | Tania Leon                  | 1943 |       | Cuba               | Orquestal               |
| 2000        | 2002                | Dévoilée, orchestra, women’s voices, Chinese instruments                                                                  | Quigang Chen                | 1951 |       | China              |                         |
| 2000        | 2001                | The Light Fantastic, wind ensemble                                                                                        | Andrew Rindfleisch          | 1963 |       | Estados Unidos     |                         |
| 2000        | 2001                | The Mocking-Bird, para conjunto de cámara                                                                                 | Thea Musgrave               | 1928 |       | Escocia            | Conjunto de cámara      |
| 2000        | 2013                | Viola Concerto, “Purple Rhapsody,” viola, para orquesta                                                                   | Joan Tower                  | 1938 |       | Estados Unidos     | Orquestal               |
| 2001        | 2005                | Whirl’s End, para conjunto de cámara                                                                                      | Melinda Wagner              | 1957 |       | Estados Unidos     | Conjunto de cámara      |
| 2001        | 2003                | Vox Inhumana, para soprano y conjunto de cámara                                                                           | James Mobberley             | 1954 |       | Estados Unidos     | Vocal (con cámara)      |
| 2001        | 2002                | Mercury Soul, clarinet, piano                                                                                             | Mason Bates                 | 1977 |       | Estados Unidos     | Duo                     |
| 2001        | 2003                | Fantasia: A Dialogue with Wind, para conjunto de cámara                                                                   | Kui Dong                    | 1966 |       | China              | Conjunto de cámara      |
| 2001        | 2003                | Imagined Ancestors, para conjunto de cámara                                                                               | Jonathan Kramer             | 1942 | 2004  | Estados Unidos     | Conjunto de cámara      |
| 2001        | 2002                | A New Prehistory, para conjunto de cámara                                                                                 | Robert Dick                 | 1950 |       | Estados Unidos     | Conjunto de cámara      |
| 2001        | 2002                | Lieber de Arte Contrapuncti 1477/2001, cuarteto de cuerda                                                                 | Jonathan Dawe               | 1965 |       | Estados Unidos     | Cuarteto de cuerda      |
| 2001        | 2003                | Marching to Carcassonne, piano, twelve instruments                                                                        | Alexander Goehr             |      |       | Reino Unido        |                         |
| 2001        | 2003                | Celestial City, para conjunto de cámara                                                                                   | Laura Schwendinger          |      |       | Estados Unidos     | Conjunto de cámara      |
| 2002        | 2003                | Cycle of Sixty, string orchestra, percussion, komungo solo                                                                | Na Hyo-Shin                 | 1959 |       | Corea del Sur      | Orquestal               |
| 2002        | 2005                | Märchenbilder, para orquesta                                                                                              | Claude Baker                | 1948 |       | Estados Unidos     | Orquestal               |
| 2002        | 2004                | Symphony, para orquesta                                                                                                   | Gregory d’Alessio           |      |       | Estados Unidos     | Sinfonía                |
| 2002        | 2005                | Sculpture, para orquesta                                                                                                  | Magnus Lindberg             | 1958 |       | Finlandia          | Orquestal               |
| 2002        | 2004                | Wakefield Doubles, double string orchestra                                                                                | Scott Wheeler               | 1952 |       | Estados Unidos     |                         |
| 2002        | 2005                | When Given A Choice, para orquesta                                                                                        | Alvin Singleton             | 1940 |       | Estados Unidos     | Orquestal               |
| 2002        | 2004                | A Three Piece Suite, para conjunto de cámara                                                                              | Wayne Peterson              | 1927 |       | Estados Unidos     | Conjunto de cámara      |
| 2003        | 2007                | Amazonia II, piano, harp, percussion, orchestra                                                                           | David Taddie                |      |       | Estados Unidos     | Orquestal               |
| 2003        | 2007                | Enough Rope, soprano, flute                                                                                               | Barbara White               | 1965 |       | Estados Unidos     | Vocal (con flauta)      |
| 2003        | 2005                | Cor Anglais Concerto, para orquesta                                                                                       | Nicholas Maw                | 1935 |       | Inglaterra         | Orquestal               |
| 2003        | 2007                | De la Texture, para conjunto de cámara                                                                                    | Philippe Leroux             | 1959 |       | Francia            | Conjunto de cámara      |
| 2003        | 2004                | Sinfonía V: Colonial Scenes, chamber orchestra                                                                            | Tison Street                | 1943 |       | Estados Unidos     | Sinfonía                |
| 2003        | 2005                | Vintage Renaissance and Beyond, para conjunto de cámara                                                                   | William Kraft               |      |       | Estados Unidos     | Conjunto de cámara      |
| 2004        | 2009                | Five Elements, concerto for flute and orchestra                                                                           | Zhou Long                   |      |       | China              | Orquestal               |
| 2004        | 2007                | Desde el Límite (From the Border), para conjunto de cámara                                                                | Miguel Chuaqui              | 1964 |       | Chile              | Conjunto de cámara      |
| 2004        | 2005                | Tree of Life, percussion quartet                                                                                          | Jacqueline Fontyn           | 1930 |       | Bélgica            |                         |
| 2004        | 2007                | Chicago Remains, para orquesta                                                                                            | Mark-Anthony Turnage        |      |       | Reino Unido        | Orquestal               |
| 2004        | 2005                | Scherzo Grosso, cello, big band                                                                                           | David Sanford               | 1963 |       | Estados Unidos     |                         |
| 2005        | 2006                | Illusion, para conjunto de cámara, vocalists, electronics                                                                 | Roger Reynolds              | 1934 |       | Estados Unidos     |                         |
| 2005        | 2007                | ...[and of course Henry the Horse] Dances the..., piano duo, percussion, cuarteto de cuerda                               | Carlos Sánchez-Gutiérrez    | 1964 |       | México             |                         |
| 2005        | 2007                | Spiral X “In Memoriam”, cuarteto de cuerda amplificado                                                                    | Chinary Ung                 | 1942 |       | Camboya            | Cuarteto de cuerda      |
| 2005        | 2008                | Twilight Colors, double trio for winds, strings                                                                           | Wen-chung Chou              | 1923 | 2019  | China              |                         |
| 2005        | 2006                | Flute Concerto, para conjunto de cámara                                                                                   | Eric Chasalow               | 1955 |       | Estados Unidos     | Conjunto de cámara      |
| 2005        | 2007                | A Brandenburg Autumn, chamber orchestra                                                                                   | Stephen Hartke              | 1952 |       | Estados Unidos     |                         |
| 2005        | 2006                | “now again” Fragment from Sappho, mezzo soprano, chamber ensemble                                                         | Bernard Rands               | 1934 |       | Inglaterra         | Vocal (con cámara)      |
| 2006        | 2007                | Piano Concerto | David Rakowski              | 1958 |       | Estados Unidos     | Orquestal               |
| 2006        | 2009                | Concerto for Accordion and Orchestra                                                                                      | Brian Current               | 1972 |       | Canadá             | Orquestal               |
| 2006        | 2012                | Sinfonía n.º 2 | Donald Harris               | 1931 | 2016  | Estados Unidos     | Sinfonía                |
| 2006        | 2006                | Sinfonía n.º 3 “Dreamcatcher”                                                                                             | Poul Ruders                 |      |       | Dinamarca          | Sinfonía                |
| 2006        | 2010                | The Seven Ages, para mezzo-soprano y conjunto de cámara                                                                   | John Harbison               | 1938 |       | Estados Unidos     | Vocal (con cámara)      |
| 2007        | 2009                | Collisions, para conjunto de cámara                                                                                       | Dan Yuhas                   | 1947 |       | Hungría            | Conjunto de cámara      |
| 2007        | 2009                | Requiem, orchestra, chorus, soloists                                                                                      | Thierry Lancino             | 1954 |       | Francia            | Vocal (con coro)        |
| 2007        | 2009                | On the Bridge of Words, chamber orchestra with narrator, clarinet, and piano solo                                         | Jonathan Keren              | 1978 |       | Israel             |                         |
| 2007        | 2011                | Sailors and Dreams, voice and chamber ensemble (also voice and piano)                                                     | Chester Biscardi            | 1948 |       | Estados Unidos     | Vocal (con coro)        |
| 2007        | 2008                | Es ist zum Lachen, para conjunto de cámara                                                                                | Matthew Greenbaum           | 1950 |       | Estados Unidos     | Conjunto de cámara      |
| 2008        | 2011                | So I want to Write a Piece About John Cage, 2 violins, viola, cello, double bass, prepared piano, percussion, electronics | Eric Lindsay                | 1980 |       | Estados Unidos     |                         |
| 2008        | 2009                | A Shout, a Whisper, and a Trace, chamber orchestra                                                                        | Derek Bermel                | 1967 |       | Estados Unidos     |                         |
| 2008        | 2011                | Concerto de Chamber No. 2, alto flute, clarinet, violin, cello, percussion, piano                                         | Bruno Mantovani             |      |       | Francia            |                         |
| 2008        | 2010                | At the Brink of the Chill, para conjunto de cámara                                                                        | Yu-Hui Chang                | 1970 |       | República de China | Conjunto de cámara      |
| 2008        | 2012                | “…B…” ten instruments, video, electronics                                                                                 | Arthur Kampela              | 1960 |       | Brasil             |                         |
| 2009        | 2012                | Small Wonder, two violins, 2 clarinets, 2 percussion                                                                      | Edmund Campion              | 1957 |       | Estados Unidos     |                         |
| 2009        | 2011                | Yun Yong (Clouds Surging), cuarteto de cuerda n.º 4                                                                       | Chong Kee Yong              | 1971 |       | Malasia            | Cuarteto de cuerda      |
| 2009        | 2012                | Liquid Refrains, string and wind ensemble, percussion, piano                                                              | Christopher Wendell Jones   | 19   |       | {{ }}              |                         |
| 2009        | 2018                | Die Pilger, violin, double bass, harp, two percussion                                                                     | Sofia Gubaidulina           | 1931 |       | Rusia              |                         |
| 2010        | 2011                | Danger: Giant Frogs, four percussionists                                                                                  | Eric Moe                    | 1954 |       | Estados Unidos     |                         |
| 2010        | 2013                | Earth Echoes: Homage to Gustav Mahler, mezzo soprano, baritone, chamber orchestra                                         | Augusta Thomas              | 1964 |       | Estados Unidos     | Vocal (con cámara)      |
| 2010        | 2011                | One Sweet Morning, mezzo soprano and orchestra                                                                            | John Corigliano             | 1938 |       | Estados Unidos     | Vocal (con orquesta)    |
| 2010        | 2013                | Les Quatre Temps Cardinaux, solo soprano, solo bass, large chamber orchestra, electronics                                 | David Felder                | 1953 |       | Estados Unidos     |                         |
| 2010        | 2012                | Earth, song cycle for soprano, bass baritone, sextet                                                                      | Fang Man                    | 1977 |       | China              | Vocal (con cámara)      |
| 2010        | 2011                | The Singing Gobi Desert, saxophone quartet, five traditional instruments, percussion                                      | Bright Sheng                | 1955 |       | China              |                         |
| 2010        | 2012                | Hou, violin concerto with chamber ensemble                                                                                | Jukka Tiensuu               | 1948 |       | Finlandia          | Conjunto de cámara      |
| 2011        | 2012                | Aura, saxophone and flute, clarinet, violin, cello, piano                                                                 | John Aylward                | 19   |       | Estados Unidos     |                         |
| 2011        | 2012                | SynchroniCities, eight players, electronic processing, playback                                                           | Anthony Cheung              | 1982 |       | Estados Unidos     |                         |
| 2011        | 2013                | Pulse-echo, piano, cuarteto de cuerda                                                                                     | Jason Eckardt               | 1971 |       | Estados Unidos     | Cuarteto de cuerda      |
| 2011        | 2013                | Cuarteto de cuerda n.º 2, “Sin tiempo”                                                                                    | Agustín Fernández Sánchez   |      |       | Bolivia            | Cuarteto de cuerda      |
| 2011        | 2012                | Piano Concerto, soloist and chamber orchestra                                                                             | Laura Kaminsky              | 1956 |       | Estados Unidos     | Orquestal               |
| 2011        | 2013                | Cuarteto de cuerda n.º 3                                                                                                  | Benoît Mernier              | 1964 |       | Bélgica            | Cuarteto de cuerda      |
| 2011        | 2012                | In the Shadow of Sirius, soprano y cuarteto de cuerda                                                                     | Jennifer Higdon             | 1962 |       | Estados Unidos     | Vocal (con cámara)      |
| 2012        | 2012                | Sombre, bass flute, voice, percussion, harp, double bass                                                                  | Kaija Saariaho              |      |       | Finlandia          | Vocal (solista)         |
| 2012        | 2013                | The Obscure of Desire, violin, viola, chamber orchestra                                                                   | Harold Meltzer              | 1966 |       | Estados Unidos     | Conjunto de cámara      |
| 2012        | 2014                | I Was Here I Was I, theater for singers, ensemble                                                                         | Kate Soper                  |      |       | Estados Unidos     | Escénica                |
| 2012        | 2015                | Travel Notes, two pianos, two percussion                                                                                  | Tristan Murail              | 1947 |       | Francia            |                         |
| 2012        | 2015                | Oboe Concerto (“For the Genuine Heart of Sadness”)                                                                        | Wang Jie (compositor)       |      |       | Estados Unidos     |                         |
| 2013        | 2016                | Van Gough Blue, para conjunto de cámara                                                                                   | Julian Anderson             | 1967 |       | Reino Unido        | Conjunto de cámara      |
| 2013        | 2014                | Focusing, para conjunto de cámara                                                                                         | David Liptak                | 1949 |       | Estados Unidos     | Conjunto de cámara      |
| 2013        | 2017                | Switch, para percusión solista y orquesta                                                                                 | Andrew Norman               | 1979 |       | Estados Unidos     | Orquestal               |
| 2014        | 2014                | On Silence, bass voice, para conjunto de cámara                                                                           | Saed Haddad                 | 1972 |       | Jordania           | Vocal (solista)         |
| 2014        | 2015                | Singing Poems, for soprano and chamber ensemble                                                                           | Gunther Schuller            | 1925 | 2015  | Estados Unidos     | Vocal (con cámara)      |
| 2014        | 2016                | Partita, orchestra | Joseph Phibbs               | 1974 |       | Inglaterra         | Orquestal               |
| 2014        | 2016                | String Quartet No. 3 | Richard Festinger           | 1948 |       | Estados Unidos     |                         |
| 2014        | 2017                | The Artist’s Muse, flute, clarinet, violin, cello, piano, percussion                                                      | Laura Schwendinger          |      |       | Estados Unidos     | Conjunto de cámara      |
| 2015        | 2016                | Living Language, orchestra                                                                                                | Dan Visconti                | 1982 |       | Estados Unidos     | Orquestal               |
| 2015        | 2016                | Song Recollections, string quartet                                                                                        | Lei Liang                   | 1972 |       | China              |                         |
| 2015        | 2018                | As Time Returns, for baritone and 12 players                                                                              | Colin Matthews              | 1946 |       | Inglaterra         |                         |
| 2015        | 2018                | Six Intermezzi, two pianos                                                                                                | Bent Sørensen               | 1958 |       | Dinamarca          |                         |
| 2016        | 2017                | Telluris Heat, flute, clarinet, piano, percussion, violin, cello                                                          | Alexandre Lunsqui           | 1969 |       | Brasil             |                         |
| 2016        | 2018                | Brutal Mirrors, large ensemble                                                                                            | Felipe Lara (compositor)    | 1979 |       | Brasil             |                         |
| 2017        | 2018                | Iguazú superior, antes de descender por la Garganta del Diablo, four percussion                                           | Georg Friedrich Haas        | 1953 |       | Austria            |                         |
| 2017        | 2018                | Conditions de Lumières, solo violin and ten players                                                                       | Jérôme Combier              | 1971 |       | Francia            |                         |
| 2017        | 2018                | String Quartet ”Infinite Season”                                                                                          | Juri Seo                    | 1981 |       |                    | Cuarteto de cuerda      |
| 2018        | 2019                | CHI?, children’s choir, eight players                                                                                     | Stefano Gervasoni           | 1962 |       | Italia             |                         |
| 2018        | 2019                | They Say You are My Disaster, baritone voice, chamber ensemble                                                            | Yotam Haber                 | 1976 |       | Países Bajos       |                         |
| 2018        | 2019                | I Solario: Book of Known Islands—Book II, string quartet, electronics                                                     | Christopher Trapani         | 1980 |       | Estados Unidos     |                         |